# Freeman Asmundson
Freeman Duke Asmundson (né le 17 août 1943 à Vita dans la province du Manitoba au Canada) est un joueur professionnel canadien de hockey sur glace. Il évolue au poste d'ailier droit. Il est le grand-père du gardien de but de hockey Keegan Asmundson.

## Carrière
En 1961-1962, il commence sa carrière à l'âge de 18 ans dans la Ligue de hockey junior du Manitoba (LHJM), au sein de l'équipe des Monarchs de Winnipeg. Lors de sa dernière année dans les rangs junior (1963-1964), il est le meilleur attaquant de sa formation et termine 10e meilleur buteur, 6e meilleur passeur et 6e au classement par points de la ligue. Ce qui lui vaut une participation au match des étoiles de la LHJM, ainsi que de figurer dans la seconde équipe d'étoiles.
L'équipe des Maroons de Winnipeg, jouant dans la ligue de hockey senior du Manitoba (LHSM), l'appelle en renfort pour disputer les séries du championnat amateur. Avec eux, il remporte la coupe Patton (champion amateur de l'ouest canadien) et la Coupe Allan.
Repéré par les Maple Leafs de Toronto, il intègre leur filière de formation en 1964-1965. Il dispute des rencontres dans la Ligue centrale professionnelle de hockey (LCPH) au sein de l'effectif des Oilers de Tulsa et des rencontres dans la Ligue américaine de hockey (LAH) avec les Americans de Rochester. Peu avant la fin de la saison régulière, il est envoyé dans l'équipe des Braves de Saint-Louis en LCPH, le club école des Black Hawks de Chicago.
La saison suivante, il s'engage avec les Indians de Springfield en LAH, mais ne dispute que cinq matchs.
Après une saison blanche, il signe en 1967-1968 un contrat avec les Blades de Toledo, évoluant dans la Ligue internationale de hockey (LIH).
En 1968-1969, il est échangé après six matchs aux Gems de Dayton, toujours dans la LIH.
Pour les trois saisons suivantes (de 1969 à 1972), il signe un contrat avec les Oak Leafs de Des Moines. Lors de la saison 1970-1971, il perd en finale de la Coupe Turner, mais finit 9e au classement des meilleurs buteurs, 3e au classement des meilleurs passeurs, 4e au classement par points de la ligue et il figure dans la première équipe d'étoiles. Lors de la saison 1971-1972, il termine 10e au classement des meilleurs buteurs, 8e au classement des meilleurs passeurs et 7e au classement par points de la ligue.
Ces performances lui valent de signer un contrat l'année suivante avec les Jets de Winnipeg qui évolue dans l'Association mondiale de hockey (AMH) avec qui il dispute quatre championnats de 1972 à 1976. Lors de la saison 1975-1976, il est sacré champion du Trophée AVCO et met un terme à sa carrière professionnelle.

## Statistiques
| Saison     | Équipe                  | Ligue       |     | Saison régulière           | Saison régulière           | Saison régulière           | Saison régulière           | Saison régulière           |                            | Séries éliminatoires       | Séries éliminatoires       | Séries éliminatoires       | Séries éliminatoires | Séries éliminatoires |
| Saison     | Équipe                  | Ligue       | PJ  | B                          | A                          | Pts                        | Pun                        | PJ                         | B                          | A                          | Pts                        | Pun                        |                      |                      |
| 1961-1962  | Monarchs de Winnipeg    | LHJM        | 10  | 1                          | 2                          | 3                          | 4                          | 1                          | 0                          | 0                          | 0                          | 0                          |                      |                      |
| 1962-1963  | Monarchs de Winnipeg    | LHJM        | 39  | 11                         | 16                         | 27                         | 55                         | 5                          | 4                          | 6                          | 10                         | 2                          |                      |                      |
| 1963-1964  | Monarchs de Winnipeg    | LHJM        | 30  | 16                         | 22                         | 38                         | 31                         | 4                          | 1                          | 0                          | 1                          | 8                          |                      |                      |
| 1963-1964  | Maroons de Winnipeg     | Coupe Allan | -   | -                          | -                          | -                          | -                          | 2                          | 0                          | 0                          | 0                          | 0                          |                      |                      |
| 1964-1965  | Americans de Rochester  | LAH         | 19  | 1                          | 1                          | 2                          | 4                          | -                          | -                          | -                          | -                          | -                          |                      |                      |
| 1964-1965  | Oilers de Tulsa         | LCPH        | 30  | 3                          | 4                          | 7                          | 23                         | -                          | -                          | -                          | -                          | -                          |                      |                      |
| 1964-1965  | Braves de Saint-Louis   | LCPH        | 3   | 1                          | 1                          | 2                          | 0                          | -                          | -                          | -                          | -                          | -                          |                      |                      |
| 1965-1966  | Indians de Springfield  | LAH         | 5   | 0                          | 1                          | 1                          | 2                          | -                          | -                          | -                          | -                          | -                          |                      |                      |
| 1967-1968  | Blades de Toledo        | LIH         | 63  | 13                         | 28                         | 41                         | 46                         | -                          | -                          | -                          | -                          | -                          |                      |                      |
| 1968-1969  | Blades de Toledo        | LIH         | 6   | Statistiques indisponibles | Statistiques indisponibles | Statistiques indisponibles | Statistiques indisponibles | Statistiques indisponibles | Statistiques indisponibles | Statistiques indisponibles | Statistiques indisponibles | Statistiques indisponibles |                      |                      |
| 1968-1969  | Gems de Dayton          | LIH         | 66  | 22                         | 37                         | 59                         | 43                         | 9                          | 1                          | 2                          | 3                          | 4                          |                      |                      |
| 1969-1970  | Oak Leafs de Des Moines | LIH         | 72  | 25                         | 48                         | 73                         | 51                         | 8                          | 4                          | 5                          | 9                          | 2                          |                      |                      |
| 1970-1971  | Oak Leafs de Des Moines | LIH         | 72  | 31                         | 47                         | 78                         | 47                         | 14                         | 9                          | 5                          | 14                         | 30                         |                      |                      |
| 1971-1972  | Oak Leafs de Des Moines | LIH         | 72  | 35                         | 47                         | 82                         | 48                         | 3                          | 0                          | 0                          | 0                          | 2                          |                      |                      |
| 1972-1973  | Jets de Winnipeg        | AMH         | 76  | 2                          | 14                         | 16                         | 54                         | 12                         | 1                          | 2                          | 3                          | 8                          |                      |                      |
| 1973-1974  | Jets de Winnipeg        | AMH         | 72  | 5                          | 14                         | 19                         | 85                         | 4                          | 0                          | 1                          | 1                          | 2                          |                      |                      |
| 1974-1975  | Jets de Winnipeg        | AMH         | 38  | 4                          | 15                         | 19                         | 85                         | -                          | -                          | -                          | -                          | -                          |                      |                      |
| 1974-1976  | Jets de Winnipeg        | AMH         | 72  | 5                          | 11                         | 16                         | 19                         | 13                         | 3                          | 2                          | 5                          | 11                         |                      |                      |
| Totaux AMH | Totaux AMH              | Totaux AMH  | 258 | 16                         | 54                         | 70                         | 211                        | 29                         | 4                          | 5                          | 9                          | 21                         |                      |                      |

## Trophées et honneurs personnels

### Ligue de hockey junior du Manitoba (LHJM)
- 1963-1964 :
  - 10e au classement des meilleurs buteurs de la ligue (16 buts marqués)[1]
  - 6e au classement des meilleurs passeurs (22 aides)[1]
  - 6e au classement par points avec 38 points[1]
  - dispute le match des étoiles[2]
  - figure dans la seconde équipe d'étoiles[2]

### Ligue de hockey senior du Manitoba (LHSM)
- 1963-1964 :
  - remporte la coupe Patton[2]
  - remporte la Coupe Allan[2]

### Ligue internationale de hockey (LIH)
- 1970-1971 :
  - 9e au classement des meilleurs buteurs de la ligue (31 buts marqués)[3]
  - 3e au classement des meilleurs passeurs (47 aides)[3]
  - 4e au classement par points avec 78 points[3]
  - figure dans la première équipe d'étoiles[4]
- 1971-1972 :
  - 10e au classement des meilleurs buteurs de la ligue (35 buts marqués)[5]
  - 8e au classement des meilleurs passeurs (46 aides)[5]
  - 7e au classement par points avec 81 points[5]

### Association mondiale de hockey (AMH)
- 1972-1973 :
  - dispute la finale pour le Trophée AVCO[6]
- 1975-1976 :
  - remporte le Trophée AVCO[7]